# Souren Papikian
Souren Papikian  (né le 26 avril 1986) à Stepanavan, est un homme politique et historien arménien.

## Biographie
Souren Papikian est diplômé en histoire de l'Université d'État de Youngstown. Au cours de ses études, il est enrôlé dans les Forces armées arméniennes. Il est ensuite diplômé d'une maitrise avec mention dans la même faculté.
Il effectue ensuite un doctorat à l'Université d'État de Saint-Pétersbourg entre 2012 et 2016, il exerce en parallèle en tant que professeur d'histoire dans un lycée.

## Parcours politique
Il est l'un des membres fondateurs du parti Contrat civil. Le 30 octobre 2016, il est élu membre du conseil d'administration du parti et élu vice-président le 4 novembre 2016.
Lors des élections législatives arméniennes de 2017, il se présente en tant que candidat dans la 9e circonscription, dans la région de Lorri.
En 2018, il est l'un des initiateurs de l'alliance « Mon pas » et participe à la révolution de velours.
Le 12 mai 2018, il est nommé Ministre de l'Administration territoriale et du Développement dans le premier gouvernement Pachinian.
Pendant les élections législatives arméniennes de 2018, il dirige le siège de campagne de l'alliance et se présente une nouvelle fois dans la même circonscription pour l'Alliance « Mon pas ». Le 4 janvier 2019, il démissionne de son mandat, comme l'ensemble du gouvernement par intérim.
Lors du remaniement de juin 2019 au sein du second gouvernement Pachinian, il est nommé Ministre de l'Administration territoriale et des Infrastructures.
Le 2 août 2021, il est nommé Vice-Premier ministre dans le troisième gouvernement de Nikol Pachinian.
Le 15 novembre 2021, il est démis de ses fonctions de Vice-Premier ministre et est nommé Ministre de la Défense, en remplacement de Arshak Karapetian.